# Edificio Maret
El edificio Maret (en francés: Immeuble Maret) es un edificio situado en el número 128 del Boulevard Muhammad V, en el centro de Casablanca, Marruecos. Fue diseñado por el arquitecto francés Hippolyte Joseph Delaporte y construido en 1932, durante el protectorado francés. Su arquitectura es un ejemplo destacado de la fusión de la arquitectura neomorisca y neoclásica, con toques art decó.

## Arquitectura
El edificio cuenta con 7 plantas incluida la planta baja. Su estilo arquitectónico es una fusión de arquitectura neomorisca, neoclásica y art decó. Una serie de curvas de hormigón horizontales en forma de ondas se extienden a lo largo de la fachada principal desde la esquina redondeada del edificio. En el sexto piso hay una arcada que da un énfasis contrastante al piso inferior, que está parcialmente cubierto con azulejos zellige. Los azulejos son multicolores, pero el color predominante es el turquesa, que recuerda a la obra de Antoni Gaudí. La esquina del edificio está coronada por una cúpula cubierta de zellige.